# Ghyalchok
Ghyalchok (Nepali घ्यालचोक) ist ein Dorf und ein Village Development Committee (VDC) in Nepal im Distrikt Gorkha.
Das VDC Ghyalchok liegt im äußersten Südosten von Gorkha. Die Flussläufe von Budhigandaki und Trishuli begrenzen das Gebiet nach Osten und Süden.

## Einwohner
Bei der Volkszählung 2011 hatte das VDC Ghyalchok 5952 Einwohner (davon 2759 männlich) in 1298 Haushalten.

## Dörfer und Weiler
Ghyalchok besteht aus mehreren Dörfern und Weilern. 
Die wichtigsten sind:
- Baseri (450 m ⊙)
- Benigaun (1250 m ⊙)
- Ghyalchok (490 m ⊙)
- Siurenitar (375 m ⊙)